# Elisabeth Falkhaven
Elisabeth Falkhaven (nascida em 12 de setembro de 1955) é uma política sueca do Partido Verde. Ela é membro do Riksdag pelo condado de Halland desde 2018.
No dia 23 de junho ela declarou o seu apoio a Aliaksandr Kardziukou. Aliaksandr Kardziukou testemunhou o assassinato de Hienadz Shutau [en] e é um prisioneiro político na Bielorrússia.